# Kristinn Jakobsson
Kristinn Jakobsson (Kópavogur, 11 juni 1969) is een IJslands voormalig voetbalscheidsrechter. Hij was in dienst van FIFA en UEFA tussen 1997 en 2014. Ook leidde hij tot 2016 wedstrijden in de Úrvalsdeild.
Op 30 september 2009 debuteerde Jakobsson in Europees verband tijdens een wedstrijd tussen Widzew Łódź en Skonto in de UEFA Cup; het eindigde in 2–0 en de IJslandse scheidsrechter hield de kaarten op zak. Zijn eerste interland floot hij op 25 april 2001, toen Ierland met 3–1 won van Andorra. Tijdens dit duel gaf Jakobsson driemaal een gele kaart.

## Interlands
| Datum             | Plaats                | Wedstrijd                 | Uitslag | Competitie           | Kreeg geel | Kreeg voor de tweede keer geel en dus rood | Weggestuurd |
| ----------------- | --------------------- | ------------------------- | ------- | -------------------- | ---------- | ------------------------------------------ | ----------- |
| 25 april 2001     | Dublin, Ierland       | Ierland – Andorra         | 3 – 1   | WK 2002 kwalificatie | 3          | 0                                          | 0           |
| 22 mei 2002       | Helsinki, Finland     | Finland – Letland         | 2 – 1   | Vriendschappelijk    | 3          | 0                                          | 0           |
| 27 april 2002     | Toftir, Faeröer       | Faeröer – Kazachstan      | 3 – 2   | Vriendschappelijk    | 0          | 0                                          | 1           |
| 11 juni 2003      | Olomouc, Tsjechië     | Tsjechië – Moldavië       | 5 – 0   | EK 2004 kwalificatie | 3          | 1                                          | 0           |
| 13 oktober 2004   | Chisinau, Moldavië    | Moldavië – Schotland      | 1 – 1   | WK 2006 kwalificatie | 2          | 0                                          | 0           |
| 7 september 2005  | Tampere, Finland      | Finland – Macedonië       | 5 – 1   | WK 2006 kwalificatie | 1          | 0                                          | 0           |
| 16 augustus 2006  | Tallinn, Estland      | Estland – Macedonië       | 0 – 1   | EK 2008 kwalificatie | 3          | 0                                          | 0           |
| 24 maart 2007     | Warschau, Polen       | Polen – Azerbeidzjan      | 5 – 0   | EK 2008 kwalificatie | 3          | 0                                          | 0           |
| 6 juni 2007       | Sofia, Bulgarije      | Bulgarije – Wit-Rusland   | 2 – 1   | EK 2008 kwalificatie | 3          | 0                                          | 0           |
| 6 september 2008  | Wrocław, Polen        | Polen – Slovenië          | 1 – 1   | WK 2010 kwalificatie | 6          | 0                                          | 0           |
| 19 november 2008  | Dublin, Ierland       | Ierland – Polen           | 2 – 3   | Vriendschappelijk    | 0          | 0                                          | 0           |
| 6 juni 2009       | Almaty, Kazachstan    | Kazachstan – Engeland     | 0 – 4   | WK 2010 kwalificatie | 3          | 0                                          | 0           |
| 12 augustus 2009  | Brøndby, Denemarken   | Denemarken – Chili        | 1 – 2   | Vriendschappelijk    | 2          | 0                                          | 0           |
| 14 oktober 2009   | Sofia, Bulgarije      | Bulgarije – Georgië       | 6 – 2   | WK 2010 kwalificatie | 3          | 1                                          | 0           |
| 8 oktober 2010    | Tirana, Albanië       | Albanië – Bosnië en Herz. | 1 – 1   | EK 2012 kwalificatie | 5          | 0                                          | 0           |
| 17 november 2010  | Dublin, Ierland       | Ierland – Noorwegen       | 1 – 2   | Vriendschappelijk    | 0          | 0                                          | 0           |
| 6 september 2011  | Glasgow, Schotland    | Schotland – Litouwen      | 1 – 0   | EK 2012 kwalificatie | 3          | 0                                          | 0           |
| 15 november 2011  | Esbjerg, Denemarken   | Denemarken – Finland      | 2 – 1   | Vriendschappelijk    | 2          | 0                                          | 0           |
| 7 september 2012  | Podgorica, Montenegro | Montenegro – Polen        | 2 – 2   | WK 2014 kwalificatie | 4          | 1                                          | 1           |
| 10 september 2013 | Piraeus, Griekenland  | Griekenland – Letland     | 1 – 0   | WK 2014 kwalificatie | 2          | 1                                          | 1           |
| 4 september 2014  | Solna, Zweden         | Zweden – Estland          | 2 – 0   | Vriendschappelijk    | 2          | 0                                          | 0           |
| 12 oktober 2014   | Moskou, Rusland       | Rusland – Moldavië        | 1 – 1   | EK 2016 kwalificatie | 3          | 0                                          | 0           |
| 15 november 2014  | Luxemburg, Luxemburg  | Luxemburg – Oekraïne      | 0 – 3   | EK 2016 kwalificatie | 3          | 0                                          | 0           |
| 18 november 2014  | Wrocław, Polen        | Polen – Zwitserland       | 2 – 2   | Vriendschappelijk    | 6          | 1                                          | 0           |